# Letalna chondrodysplazja Blomstranda
Letalna chondrodysplazja Blomstranda (ang. Blomstrand type chondrodysplasia, BOCD) – rzadka, śmiertelna choroba genetyczna spowodowana mutacjami z utratą funkcji w genie kodującym receptor parathormonu-1 (PTHR1) w locus 3p22-p21.1. Mutacje powodujące wzrost funkcji tego białka odpowiadają za obraz kliniczny chondrodysplazji przynasadowej typu Jansena (OMIM 156400). Dziedziczenie jest autosomalne recesywne. Dzieci z letalną chondrodysplazją Blomstranda rodzą się martwe lub umierają niedługo po porodzie.
Chorobę opisał jako pierwszy u fińskiego noworodka Blomstrand i wsp. w 1985 roku.